# Донецька селищна рада (Кіровська міська рада)
Доне́цька се́лищна ра́да — орган місцевого самоврядування у складі Кіровської міської ради Луганської області. Адміністративний центр — селище міського типу Донецький.

## Загальні відомості
- Донецька селищна рада утворена в 1918 році.
- Територія ради: 5,35 км²
- Населення ради: 3 783 особи (станом на 1 січня 2011 року)
- Територією ради протікає річка Лугань.

## Населені пункти
Селищній раді підпорядковані населені пункти:
- смт Донецький

## Склад ради
Рада складається з 20 депутатів та голови.
- Голова ради: Климов Віталій Миколайович
- Секретар ради: Кобзарь Ольга Михайлівна

### Керівний склад попередніх скликань
| ПІБ                        | Основні відомості                                                        | Дата обрання | Дата звільнення |
| -------------------------- | ------------------------------------------------------------------------ | ------------ | --------------- |
| Савін Олександр Михайлович | Селищний голова, 1953 року народження, член Ліберальної партії України   | 26.03.2006   | 31.10.2010      |
| Климов Віталій Миколайович | Селищний голова, 1958 року народження, освіта вища, член Партії регіонів | 31.10.2010   |                 |

Примітка: таблиця складена за даними джерела

### Депутати
За результатами місцевих виборів 2010 року депутатами ради стали:

#### За суб'єктами висування
| Суб'єкт висування                 | Кількість обраних депутатів | %  |
| --------------------------------- | --------------------------- | -- |
| Партія регіонів                   | 17                          | 85 |
| Комуністична партія України       | 1                           | 5  |
| Політична партія «Сильна Україна» | 1                           | 5  |
| Самовисування                     | 1                           | 5  |

#### За округами
| № округу                          | Прізвище, ім'я, по батькові       | Дата визнання обраним | Освіта                    | Партійна приналежність                  | Відомості про обраного депутата                                               |
| --------------------------------- | --------------------------------- | --------------------- | ------------------------- | --------------------------------------- | ----------------------------------------------------------------------------- |
| Комуністична партія України       |                                   |                       |                           |                                         |                                                                               |
| 1                                 | Стірман Людмила Миколаївна        | 04.11.2010            | Освіта середня            | член Комуністичної партії України       | Територіальне медичне об'єднання поліклініка № 2, медична сестра              |
| Партія регіонів                   |                                   |                       |                           |                                         |                                                                               |
| 2                                 | Кобзарь Роман Леонідович          | 04.11.2010            | Освіта середня            | член Партії регіонів                    | тимчасово не працює                                                           |
| 3                                 | Добринецький Олександр Михайлович | 04.11.2010            | Освіта середня            | член Партії регіонів                    | пенсіонер                                                                     |
| 4                                 | Маначенко Ольга Вікторівна        | 04.11.2010            | Освіта середня            | член Партії регіонів                    | пенсіонер                                                                     |
| 5                                 | Вайгандт Володимир Олександрович  | 04.11.2010            | Освіта середня            | позапартійний                           | пенсіонер                                                                     |
| 6                                 | Афанас'єв Геннадій Петрович       | 04.11.2010            | Освіта середня спеціальна | член Партії регіонів                    | пенсіонер                                                                     |
| 7                                 | Ігнатов Володимир Васильович      | 04.11.2010            | Освіта середня            | член Партії регіонів                    | ВП шахта"Тошковська" ДП «Первомайськвугілля», підземний гірничий робітник     |
| 8                                 | Броварь Олександра Олександрівна  | 04.11.2010            | Освіта середня            | член Партії регіонів                    | ЧП «Кур'ян», продавець                                                        |
| 10                                | Кобильський Віктор Володимирович  | 04.11.2010            | Освіта середня спеціальна | член Партії регіонів                    | пенсіонер                                                                     |
| 11                                | Джафаров Наталія Григоріївна      | 04.11.2010            | Освіта вища               | позапартійна                            | Загальноосвітня школа № 21, вчитель                                           |
| 12                                | Гриценко Зінаїда Леонідівна       | 04.11.2010            | Освіта вища               | член Партії регіонів                    | Загальноосвітня школа № 21, вчитель                                           |
| 13                                | Кобзарь Ольга Михайлівна          | 04.11.2010            | Освіта середня            | член Партії регіонів                    | Кіровський професійний ліцей, оператор ЕВМ                                    |
| 14                                | Єфименко Анатолій Олександрович   | 04.11.2010            | Освіта вища               | позапартійний                           | пенсіонер                                                                     |
| 15                                | Король Юрій Миколайович           | 04.11.2010            | Освіта середня            | член Комуністичної партії України       | Завод «Центрокуз», електромонтер                                              |
| 17                                | Радько Олена Іванівна             | 04.11.2010            | Освіта вища               | позапартійна                            | загальноосвітня школа № 21, вчитель                                           |
| 18                                | Слесарева Зінаїда Іванівна        | 04.11.2010            | Освіта середня спеціальна | член Комуністичної партії України       | пенсіонер                                                                     |
| 19                                | Тузюк Юлія Павлівна               | 04.11.2010            | Освіта середня            | член Комуністичної партії України       | пенсіонер                                                                     |
| 20                                | Кузьміч Анатолій Олексійович      | 04.11.2010            | Освіта середня            | член Партії регіонів                    | Кіровський департамент Світлічанського управління ТзОВ «Луганськвода», слюсар |
| Політична партія «Сильна Україна» |                                   |                       |                           |                                         |                                                                               |
| 9                                 | Єрмаков Руслан Анатолійович       | 04.11.2010            | Освіта середня спеціальна | член Політичної партії «Сильна Україна» | Приватне підприємство «Цезар-09», директор                                    |
| Самовисування                     |                                   |                       |                           |                                         |                                                                               |
| 16                                | Гармаш Любов Лук'янівна           | 04.11.2010            | Освіта середня            | позапартійна                            | Первомайський центр поштового зв'язку № 5, листоноша                          |